# 華堡

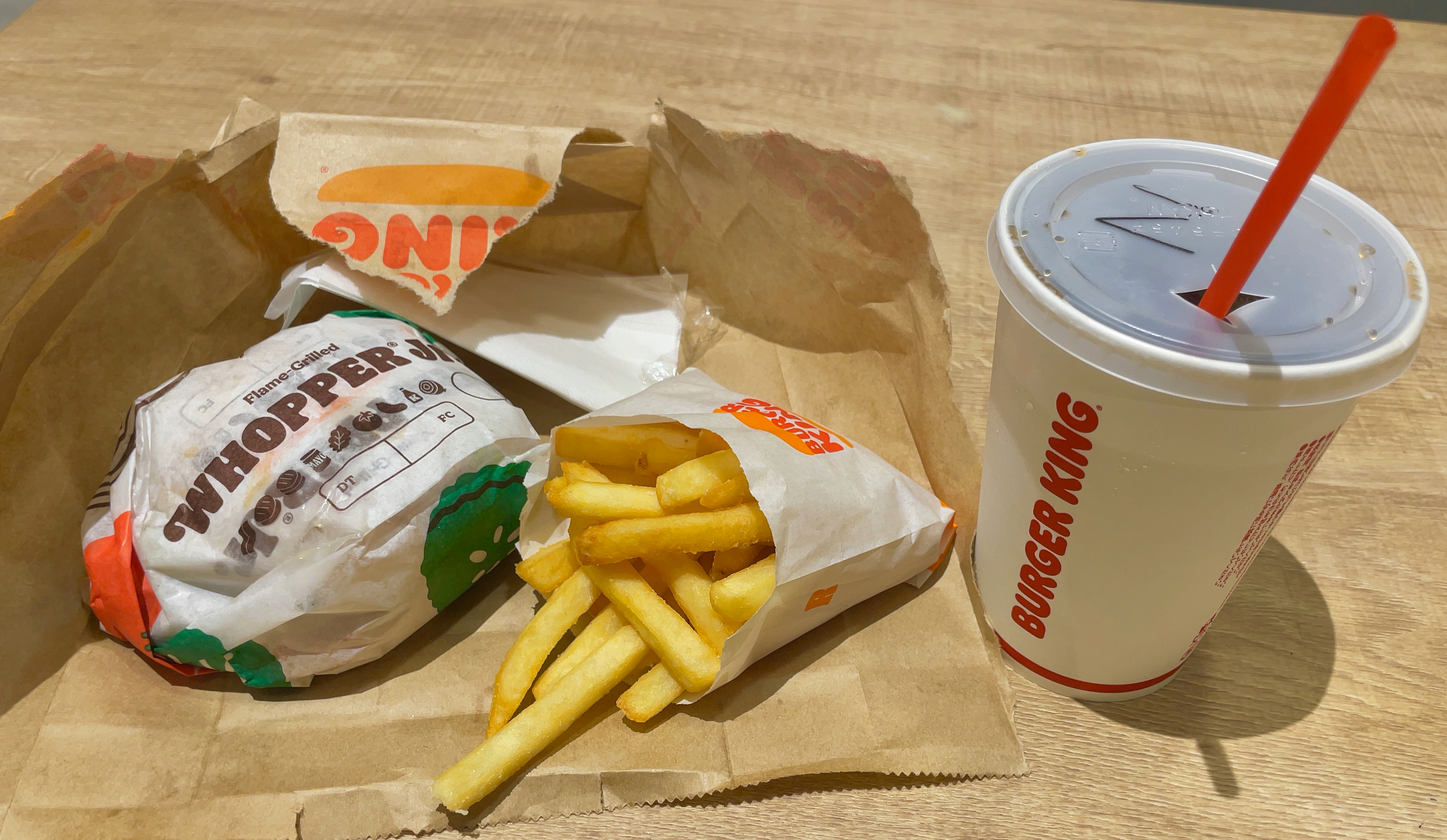
小華堡餐

華堡（Whopper），又譯华堡，是跨国快餐连锁店漢堡王及该公司在澳大利亚地区业务Hungry Jack's的招牌汉堡产品，同时是其系列产品线的名称。该产品于1957年首次推出，经历过数次重新设计，包括改变原料配比和使用不同种类的面包。这款汉堡在快餐行业中有着很高的知名度，故汉堡王在广告中将自身称为“皇堡之家”，还推出以皇堡命名的小型售货点BK Whopper Bar，为了与之竞争，汉堡王的竞争对手也都推出了类似产品以争抢皇堡的市场。
出于节日时节或适应当地口味和风俗习惯，汉堡王会推出特别版本的皇堡。出于推广，汉堡王会推出限时版本的皇堡，这些限时版本往往是汉堡王的促销广告，组合销售或恶作剧活动的核心部分。

## 材料
普通華堡內容有四分之一磅（113.4克）牛肉、兩塊芝麻麵包、白汁、生菜、番茄、酸黃瓜、番茄醬及生洋蔥。除了普通華堡，尚有「雙層華堡」（Double Whopper，兩塊四分之一磅牛肉）及「小華堡」（Whopper Junior，一塊0.1磅（45.3克）牛肉等其他變化。

## 歷史
華堡於1957年由漢堡王創辦人推出，初始售價0.37美元。1980年代，華堡提升份量至三分之一磅（151.2克），而四分之一磅（113.4克）牛肉的則稱為「小華堡」。
包裝方面，華堡最初放在發泡膠盒內，1980年代初改用紙盒，於1990年代初全面改以蠟紙包裝。

## 主要競爭對手
- 麥當勞的至尊漢堡 （Big N' Tasty）
- 溫蒂漢堡的Big Classic